# Green Cross Danmark
Green Cross Danmark (GCD) er den danske afdeling af den internationale NGO, Green Cross International (GCI), der er repræsenteret i 31 lande. 
Green Cross International blev etableret efter verdenstopmødet om miljø og udvikling i Rio de Janeiro i 1992. På opfodring fra deltagerne på konferencen tog Mikhail Gorbachev initiativ til etableringen og har siden fungeret som præsident for Green Cross International. Green Cross Danmark  blev etableret i 2007 som en non-profit organisation der arbejder for bæredygtig udvikling i både Europa og i udviklingslande. 
GCD udvikler, igangsætter og deltager i projekter der bidrager til at sikre en bæredygtig udvikling i forhold til miljømæssige, sociale og økonomiske forhold.

## Mission
Missionen for Green Cross Danmark (GCD) er at bidrage til at sikre en retfærdig, bæredygtig og sikker fremtid for alle ved at styrke bevidstheden om og oplevelsen af global samhørighed og fælles ansvar i menneskets forhold til naturen. 

### Herunder
At fremme juridiske, etiske og adfærdsmæssige normer der sikrer ændringer i værdier, handlinger og holdninger hos regering, den private sektor og civilsamfundet, der er nødvendige for at bygge et bæredygtigt globalt samfund; At bidrage til bæredygtig udvikling i forhold til miljømæssige, sociale og økonomiske forhold; At forebygge og løse konflikter der opstår som følge af forringelse af miljøet og at hjælpe mennesker, der rammes af de miljømæssige konsekvenser af krige og konflikter 
Bæredygtig udvikling forstås her som en udvikling der opfylder de nuværende behov uden at bringe fremtidige generationers muligheder for at opfylde deres behov i fare. Det vil sige en udvikling, der bidrager positivt til miljømæssige, sociale og økonomiske forhold.  

## Aktivitetsområder
Med udgangspunkt i missionen har GCD aktiviteter indenfor tre områder: 
1. Oplysning og uddannelse, der har til formål at øge forståelse for miljømæssige og sociale forhold og give anvisninger på konkrete handlinger, der er nødvendige for at bygge et bæredygtigt globalt samfund.
2. Erhvervsudvikling, der har til formål at styrke en erhvervsudvikling der er bæredygtig i forhold til miljø og mennesker.
3. Miljøforbedring, der har til formål at forebygge og løse konflikter om naturens ressourcer.

GCD gennemfører projekter på forskellige måder: Udvikling og gennemførelse foregår på eget initiativ; I samarbejde med organisationer, virksomheder eller personer der har en interesse i at medvirke til at løse opgaven; I samarbejde med Green Cross International og nationale Green Cross-organisationer i andre lande. 
Alle projekter udvælges og godkendes af GCD’s bestyrelse, og skal opfylde kriterierne for bæredygtig udvikling og leve op til den danske og internationale vision og mission for Green Cross. 

## Projekter
GCD har i dag flere igangværende projekter. 

### Kenya
Heriblandt i Kenya, hvor Green Cross Danmark støtter det kenyanske projekt Sustainability, Peace and Security i arbejdet med at fremme skovgenoprettelsen og forsoning mellem stridende stammer.
Den kenyanske miljø- og menneskerettighedsorganisation og græsrodsbevægelse The Green Belt Movement begyndte i 2006 projektet Sustainability, Peace and Security med fokuspunkt i Maai Mahiu i Rift Valley og skabte dermed håb om forsoning mellem Maasaierne og Kikuyuerne. Formålet er at frembringe en bæredygtig udvikling både humanitært og miljømæssigt gennem en fredsbevarende dialog og skovgenopretning. Endvidere er projektet med til at give kvinder mere selvbestemmelse, da det ofte er kvinder, som står i spidsen for arbejdet med træplantning. Indtil nu er der plantet 246.527 træer. 

### Pakistan
Samtidig arbejder Green Cross Danmark sammen med Green Cross Pakistan om at i fællesskab sørge for at tre skoler i Lahore vil få en ny vandforsyning og dermed give over 2600 pakistanske skolebørn mulighed for at drikke rent og uforurenet vand. Som følge af forurening af grundvandet drikker mange i Lahore dagligt vand, der er uegnet til at drikke. Det anslås, at i Punjab drikker ca. 2 mio. pakistanere dagligt vand for høj koncentration af arsenik. Med hjælp fra Green Cross Danmark vil Green Cross i Pakistan starte vandforsynings-projekter op i tre skoler i bydelene Baghban Pura, Shad Bagh og Manga Mandi. 
Over 2600 elever i alderen 7-15 vil få gavn en ny vandforsyning, som endelig kan give dem rent vand at drikke. Projektet indbefatter en udgravning af vandrørene samt reparation og udskiftning af vandtilførelsen, som både gælder vandrør og brønd.  Er vandrørene utætte vil der være risiko for, at kloakvand blandes med grundvandet. En ny brønd skal sørge for at holde 
vandtrykket til renseanlægget stabilt. Derefter skal der installeres en vandrensnings-anlæg. Dette anlæg skal rense den indkomne vand for turbiditet (uklarheder i vandet) og dermed for arsenik og andet forurening. 
GCD arbejder også på aktiviteter omkring FNs konference om forandringer, der blev afholdt i København december 2009. 

## Støtteforening
Den 11. oktober 2009 afholdte Green Cross Danmark den konstituerende generalforsamling for deres støtteforeing. Efter at have levet et stille liv i sine første knap 3 år er frivilligorganisationen Green Cross i Danmark nu klar til at åbne sine aktiviteter mere mod offentligheden. Efter en periode, hvor den lille Bestyrelse har arbejdet med engagementet med blandt andet projekter i Kenya og Pakistan, har organisationen nu lukket flere frivillige kræfter ind og en udløber er således også dannelsen af en Støtteforening. Den daglige ledelse af arbejdet i Green Cross Danmark varetages af præsident Kasper Brenøe Isbrand.

## Bestyrelse for Green Cross Danmark
- Palle Westergaard, Formand;

- Ulla Rötger, Næstformand;

- Kristian Mørk Puggaard;

- Charles David Mpengula;

- Stina Vrang Elias;

- John Thesmer

### Fodnoter
1. ↑  The Green Belt Movement
2. ↑  Rent vand til pakistanske skolebørn (Webside ikke længere tilgængelig)